# Y, ¿si fuera ella?
«Y, ¿si fuera ella?» es una balada escrita e interpretada por el cantautor español Alejandro Sanz. La canción sirve como primer sencillo para el cuarto álbum de estudio Más (1997). Fue lanzado como sencillo el 4 de agosto de 1997.

## Rendimiento en Listas
| Listas (1997)                   | Mejor posición |
| ------------------------------- | -------------- |
| US Hot Latin Songs (Billboard)  | 13             |
| US Latin Pop Songs (Billboard)  | 3              |
| US Tropical Airplay (Billboard) | 9              |

## Otras versiones
- En 2008, la banda surcoreana Shinee lanzó su propia versión de la canción en coreano, en la voz de Kim Jonghyun miembro de la banda, parte de su álbum The Shinee World.
- En 2013 la cantante española Marta Sánchez interpreta una nueva versión del tema en un álbum homenaje a Sanz titulado Y Si Fueran Ellas.
- En 2017, Sanz lanza una nueva versión de la canción donde participan varios artistas, entre ellos: Pablo Alborán, David Bisbal, Antonio Carmona, Manuel Carrasco, Jesse & Joy, Juanes, Pablo López, Malú, Vanesa Martín, India Martínez, Antonio Orozco, Niña Pastori, Laura Pausini, Abel Pintos, Rozalen, Shakira y Tommy Torres.

## Créditos y personal
- Arreglos: Emanuele Ruffinengo
- Arreglos de Coros: Luca Jurman & Emanuele Ruffinengo
- Batería: Lele Melotti
- Bajo: Paolo Costa
- Guitarra eléctrica: Ludovico Vagnone
- Guitarra acústica: Joan Bibiloni
- Piano, Teclados y programación: Emanuele Ruffinengo
- Coros: Luca Jurman, Elena Roggero y Paola Repele